# Bobby Grim
Robert »Bobby« Grim, ameriški dirkač Formule 1, * 4. september 1924, Coal City, Indiana, ZDA, † 14. junij 1995, Indianapolis, Indiana, ZDA.
Bobby Grim je pokojni ameriški dirkač, ki je med letoma 1959 in 1968 sodeloval na ameriški dirki Indianapolis 500, ki je med letoma 1950 in 1960 štela tudi za prvenstvo Formule 1. Najboljši rezultat je dosegel na dirki leta 1960, ko je zasedel šestnajsto mesto. Umrl je leta 1995 za rakom.